# Потерянный батальон
Потерянный батальон (англ. Lost Battalion) — наименование девяти рот 77-й дивизии США с численностью в 554 солдата, которые были изолированы в Аргоннском лесу в ходе Мёз-Аргоннского наступления Первой мировой войны в октябре 1918 года.

## Предыстория
Бойцы 77-й дивизии были в основном из Нью-Йорка. 77-я дивизия известна как дивизия "Liberty" из-за нашивки с Статуей Свободы, которую они носили, но во время Первой мировой войны их обычно называли дивизией "Метрополитен", откуда было родом большинство солдат.
77-я дивизия проходила подготовку в лагере Кэмп Аптон, расположенном в графстве Саффолк на Лонг-Айленде. Чарльз Уиттлси, который до войны был юристом, был назначен командиром батальона в 77-м после завершения своей офицерской подготовки.

## Окружение и формирование

### Обстановка перед боем
Аргоннский лес был захвачен немцами на ранних этапах войны. Они оборудовали оборонительные позиции по всему лесу, используя сеть объединенных траншей. Эти укрепления начинались с линии фронта глубиной примерно 500 метров. За первой линией, которая состояла из окопов, ям от снарядов и постов прослушивания, союзникам пришлось бы пробиваться через густой лес к основным позициям. Следующая боевая линия, имевшая глубину около 2 км, отразила все атаки союзников за последние четыре года. Эта боевая линия, состоявшая из прочно удерживаемых заминированных траншей, называлась немцами "Хаген Стеллунг" ("Позиция Хагена"). Следующая немецкая боевая линия, именуемая "Хаген Стеллунг-Норд" ("Позиция Хагена-Север"), была прикрыта пулеметами, заранее прицеленными артиллерийской мишенью. Это было очень хорошо укрепленное место с использованием как естественных, так и искусственных барьеров. Вместе эти две боевые линии образовали то, что было известно как "Этцель Стеллунген" ("Позиции Этцеля").
Хаген Стеллунг-Норд представлял собой самую сложную проблему. На протяжении многих лет немцы заранее просчитывали каждый квадратный дюйм территории на случай враждебного захвата. Если нападавшие захватят Хаген Стеллунг-Норд, они немедленно окажутся под угрозой уничтожения немецкой артиллерией. Ни один оккупант не мог оставаться там долго.
Немцы также протянули колючую проволоку на сотни миль. В разных местах она была выше головы человека. Немцы также установили колючую проволоку на дне рек и небольших ручьев, чтобы предотвратить любое передвижение войск через эти районы.

### Начало наступления и окружение
Мёз-Аргоннское наступление началось утром 26 сентября 1918 года. Генерал Эван Джонсон, командующий Аргоннской частью наступления, отдал приказ своим дивизиям "не отступать". 1 октября Уиттлси получил приказ: сначала он должен был продвигаться на север вверх по ущелью д'Аргонн, пока оно не закончится у Равин-де-Шарлево. Достигнув его, они должны были продолжить движение через ручей и занять мельницу Шарлево. За этой мельницей проходила дорога Бинарвиль-Ла-Виержетт. Охрана мельницы была необходима для захвата контроля над дорогой и железнодорожной веткой, которая проходила параллельно к северу от нее. Эта дорога имела решающее значение, поскольку позволяла доставлять припасы солдатам союзников. Железная дорога имела решающее значение, потому что она перерезала бы один из основных путей снабжения немцев. План состоял в том, чтобы первый батальон возглавил штурм под руководством Уиттлси. Их поддержит второй батальон во главе с капитаном Макмертри. Сразу после 17:00 вечера того же дня атака прекратилась, и бойцы окопались на ночь.
Утром 2 октября около 05:00 поступили окончательные приказы. Главной целью по-прежнему оставалась дорога Бинарвиль-Ла-Виержетт. Атака должна была начаться в 07:00, чтобы дать время рассеяться туману и людям поесть. Уиттлси и Макмертри приказали двум ротам оставаться вдоль западного хребта, чтобы стать сдерживающей силой. Остальные первый и второй батальоны продолжат движение вдоль выступа, известного как "Высота 198", чтобы завершить фланговый маневр против противника. Проблема заключалась в том, что на холме была двойная линия траншей немецких солдат. План состоял в том, что, как только два батальона займут холм, они отправят обратно роты "E" и "H", чтобы создать линию для рот "D" и "F".
Ночью 2 октября после долгого боя майор Уиттлси получил информацию о том, что бойцы нашли способ подняться справа от высоты 198. Примерно в этот же момент французы подверглись массированной контратаке немцев и были вынуждены отступить, обнажив левый фланг 308-го полка. То же самое произошло на правом фланге другой американской дивизии, в результате чего 308-я была обойдена с обеих сторон. Однако они обнаружили это только вскоре после того, как достигли вершины холма 198. Теперь холм был под их контролем; однако для Уиттлси было слишком тихо. Он понял, что ничего не слышит о 307-м полку, который должен был быть у них на фланге.
Пока это происходило, в тылу основного действия Джордж У. Квинн, посыльный батальона, был убит при попытке связаться с майором Уиттлси с сообщением от адъютанта Уиттлси, лейтенанта Артура Маккеога. Ранее в тот же день Уиттлси отправил Маккеога назад примерно на 140 метров с 15 бойцами с легкими пулеметами, чтобы заставить замолчать немецких пулеметчиков, которые ночью перерезали связь между батальоном Уиттлси и американским тылом. Немцы отвоевывали территорию, с которой они могли окружить людей Уиттлси. В недоставленном сообщении Маккеога содержалась просьба о миномете для использования против сильных немецких позиций. Четыре месяца спустя было обнаружено, что Куинн убил трех немецких солдат, которые смертельно ранили его, прежде чем он смог добраться до Уиттлси.
Бойцы окопались на высоте 198 и создали так называемый "карман" на довольно хорошей оборонительной позиции. Две роты находились на флангах, одна рота заняла переднюю часть котла. Тыл был наименее защищен от нападения и оборонялся всего несколькими стрелками и пулеметами. Холм круто уходил от передней части котлована, что затрудняло немцам бомбить батальон с этого направления. Самым большим недостатком в их позиции было то, что их ямы были вырыты слишком близко друг к другу, и слишком много людей занимали ямы одновременно. Это создавало легкие мишени для минометов и снайперов. Примерно к 22:30 Уиттлси понял, что высота 205 слева все еще занята немцами, а овраг справа также полон вражеских солдат.
Утро 3 октября было потрачено на попытки восстановить контакт с флангами и с ротами, которые остались позади. Уиттлси разослал гонцов к французским и американским частям, которые должны были находиться на его флангах. Ни один из бегунов не вернулся, ни с флангов, ни от попыток соединиться с ротами, которые Уиттлси оставил позади. Все были убиты или взяты в плен противником. Чем больше времени проходило без каких-либо сообщений, тем больше Уиттлси приходил к выводу, что они действительно окружены. Однако немцы не атаковали; немецкие войска в ущелье считали, что американцы превосходят их численностью.

### Немецкая контратака
В тот день немцы атаковали со всех сторон. "Один батальон впереди, возможно, был не так уж плох, но на флангах были другие, и также слышался снайперский огонь". В это время капитан Холдерман, офицер, работающий с Уиттлси, осознал затруднительное положение, в котором оказались люди. Немецкие силы почти удвоились и приближались к ним. Их линия связи была перерезана, и поэтому они не могли получать продовольствие или боеприпасы. Холдерман попытался возглавить атаку с тыла, но не смог прорваться, понеся при этом тяжелые потери. Это привело Уиттлси в ярость, но, видя, что он ничего не может поделать, он просто отправил выживших обратно на их оборонительные позиции. Затем последовал обстрел из гранатометов, за которым на них обрушился минометный дождь, но американцы не дрогнули. Еще одна атака произошла чуть позже 17:00 и продолжалась около 45 минут. После окончания этой атаки немцы начали успокаиваться на день. Американцы понесли много потерь, но нанесли столь же тяжелые потери атакующим немцам.
Утром 4 октября патрули были разосланы по своим утренним маршрутам, и Уиттлси не был уверен, что кто-либо из почтовых голубей действительно добрался до цели. Он не был уверен, действительно ли командование знало о сложившейся отчаянной ситуации. Уиттлси считал, что его приказ удерживать эту позицию все еще действовал, потому что эта позиция была ключом к прорыву немецких позиций. Среди разных историков было много споров о том, как это произошло, но Уиттлси и его люди были обстреляны их собственной артиллерией. Они продвинулись к северному склону ущелья Шарлево, в то время как артиллеристы думали, что он был на Южном склоне. Уиттлси выпустил своего последнего почтового голубя по имени Шер Ами, чтобы отменить обстрел.
Как только обстрел союзников прекратился, немцы перешли в атаку. После многих потерь и продолжительного рукопашного боя немецкие войска снова были отброшены назад. Хотя многие были убиты или взяты в плен, подразделение все еще оставалось нетронутым, но моральный дух был низким, и начались болезни. У многих мужчин осталось всего несколько патронов и не было еды. С убитых снимали бинты и повторно накладывали на раненых. Сообщалось, что людям подбросили посылку для пополнения запасов, но все сообщения указывают на то, что она попала на территорию Германии. Вода была доступна, но чтобы добраться до нее, нужно было подставиться под немецкий огонь.
С 5-8 октября немцы продолжали атаковать. Они также разослали гонцов с просьбой к 308-му сдаться. Уиттлси не ответил.
Вскоре другим частям союзников удалось пробиться к Уиттлси и вызволить его солдат из окружения. Из более чем 500 солдат, вошедших в Аргоннский лес, выжило только около 200.

## В Массовой культуре
- Во Франции был установлен монумент солдатам Потерянного батальона, изолированными в Аргоннском лесу.Монумент солдатам Потерянного батальона во Франции
- В 2001 году вышел фильм "Забытая рота", повествующий о тех событиях
- В 2016 году шведская хеви-пауэр-метал группа Sabaton выпустили песню "The Lost Battalion" в составе 8-го студийного альбома The Last Stand